# Френкі Меннінг
Френкі Меннінг (26 травня 1914 — 27 квітня 2009) — американський ліндіхопер, хореограф і джазовий танцівник. Вважається одним із батьків сучасного лінді-хопу. За роль у відродженні та розповсюдженні свінгової культури у 1990-ті та 2000-ні отримав титул «посол лінді-хопу»

## Біографія
Меннінг народився у Джексонвіллі, Флориді, у 1914 році. У трирічному віці з матір'ю переїжджає до афроамериканського кварталу Нью-Йорка Гарлему. Під впливом матері, що професійно танцювала, Френкі починає займатися танцями на вечірніх курсах у Renaissance Ballroom. Став дорослішим, Менніг починає відвідувати Савой, що був Меккою для ліндіхоперів того часу. Часто відвідуючи Савой у 1930-х, стає одним з найкращих танцюристів клубу та постійним резидентом т.з. «Kat's Corner», частини танцювального залу, де постійно проходили виступи та змагання. Саме у таких змаганнях у 1935 році, Френкі та його партнерка Фріда Вошингтон виконали перший в історії парний трюк (анг. aerial), танцюючи проти найкращої пари того часу — Джорджа «Шоті» Сноудена і Біг Бі. Трюк, що вони виконали, називається «back to back roll», для його виконання Меннінг попрохав Чіка Вебба виконати пісню «Down South Camp Meeting», котру Френкі чув того вечора раніше і яка, на його думку, ідеально пасувала виконанню такого потужного руху. Трюк був виконаний бездоганно, точно в музику, під бурхливі овації аудиторії у 2000 чоловік. Змагання завершились перемогою Френкі та Фріди, і приходом «другого покоління» ліндіхоперів.

### Кар'єра
У 1935 Герберт Вайт збирає найкращих ліндіхоперів Савою у професійний танцювальний гурт, що згодом назветься Whitey's Lindy Hoppers. Меннінг створює перші танцювальні зв'язки для гурту і фактично працює хореографом групи. Whitey's Lindy Hoppers дуже багато подорожують та знімаються у кількох кінострічках. Основною партнеркою Меннінга у той час є Норма Міллер, хто зараз відома як «королева свінгу». Whitey's Lindy Hoppers розпалась під час Другої світової війни, коли багато танцюристів були призванні в армію. Після війни, у 1947, Меннінг створив невеликий танцювальний гурт Congaroos, з яким продовжив виступати та зніматися у кіно. У 1955 Congaroos розпалась і Меннінг пішов з шоу-бізнесу, почавши працювати у пошті США. Тільки 30 років по тому Френкі почав свою другу танцювальну кар'єру подорожуючи світом як відомий інструктор і натхненник.

#### Лінді-Хоп
У 1982 Аль Міннс, колишній член Whitey's Lindy Hoppers, почав викладати лінді-хоп у танцювальному центрі Сандри Камерон, створивши нове покоління ліндіхоперів. Перед самою смертю у 1985, він розповів учням про Меннінга, ще одного учасника Whitey's Lindy Hoppers, хто також жив у Нью-Йорку.
В 1986, танцівники Ерін Стівенс та Стівен Мітчелл зв'язались з Френкі та попрохали навчити їх танцювати лінді-хоп. Спочатку Меннінга відмовлявся, перед тим як згодився зустрітися з ними — він був дуже скептично налаштований щодо інтересу молодого покоління у свінгу чи лінді. Однак, Мітчелл і Стівенс переконали його, і, повернувшись через деякий час до Каліфорнії, допомоги розповсюдженню лінді-хопу на західному узбережжі та інших частинах США. Таким чином, почалося відродження свінгу. Того року шведський активіст Леннарт Вестерлунд зв'язався з Меннінгом та запросив його до Швеції, попрацювати з місцевим танцювальним гуртом The Rhythm Hot Shots. Меннінг поїхав у Швецію в 1987 і після цього з 1989 приїжджав кожного року, щоб навчати лінді-хопу у найбільшому свінговому таборі Європи Herräng.

#### Останні роки
Після початку відродження свінгу та лінді-хопу наприкінці 1980-х, Меннінг, іноді з Нормою Міллер, багато мандрує, навчаючи лінді-хопу по всьому світу. Іноді, танцювальні класи приводили його у місця, де він не був протягом десятиріч. Наприклад, Френкі вперше відвідав Мельбурн у 1939 році для виступу у Princess Theatre. Його друге відвідування цього міста відбулось 63 роки по тому у 2002 році за запрошенням місцевої спільноти «Melbourne's Swing Patrol».
У 75 років, Меннінг стає одним з хореографів бродвейського мюзиклу Black and Blue, за який він отримав нагороду Тони у 1989. У 2000 отримує нагороду від Національного фонду мистецтв за розвиток американських традицій.
У травні 2007 виходить його автобіографія Frankie Manning: Ambassador of Lindy Hop, написана у співавторстві з Синтією Міллман, видана Temple University Press. Вона містить низку історій про народження лінді-хопу, виступи Френкі Менніга у складі Whitey's Lindy Hoppers, його згадки про Другу світову війну та його післявоєнний танцювальний гурт Congaroos. Також у книжці описано його участь та враження від відродження свінгу у 1980, та наступні два десятиріччя.
В останні роки щорічні святкування дня народження Меннінга збирали разом танцюристів з усього світу. Його 80-річчя, в 1994 році, тривала 4 дні у Нью-Йорку, його 85-річний ювілей завершився аншлагом на вечірці у нью-йоркському Roseland Ballroom, де пара його танцювального взуття були поміщені у вітрині разом з взяттям Фреда Астера. Наступного року, на його честь у Токіо пройшли величезні святкування, в які увійшли майстер-класи самого Френкі, кульмінацією святкувань став виступ біг-бенду. Великі святкування були проведенні і у його 89, і у 90 років. На обидва ці дня народження Меннінг танцював святковий танець з 89 і 90 партнерками відповідно
Перед самою смертю у квітні 2009, Френкі Меннінг планував провести святкування свого 95-го дня народження у травні 2009 року в Нью-Йорку, у вигляді великого фестивалю свінгових танців. Ця подію, звичайно відому як Френкі Фест або Френкі 95, пройшла без нього, але на його честь, і зібрала танцюристів зі всього світу. Напередодні заходу, танцювальні громади з усіх куточків земної кулі розмістили понад 160 відеокліпів на YouTube з виконанням Шим-шаму та спеціально поставленою Пітером Стромом на честь 95-річчя зв'язки у стилі Савой. Учасники фестивалю спробували встановити три світових рекорду Гіннеса у Центральному паркі, в тому числі для найбільшого числа людей, що танцюють Шим-шам одночасно в одному місці.
Надходження від п'ятиденної святкування «Френкі 95» були використані для створення Фонду «Френкі Меннінга».
Френкі Меннінг помер у Манхеттені 27 квітня 2009, у 94 роки. Він похований на кладовищі Вудлоун у Бронксі, Нью-Йорк.

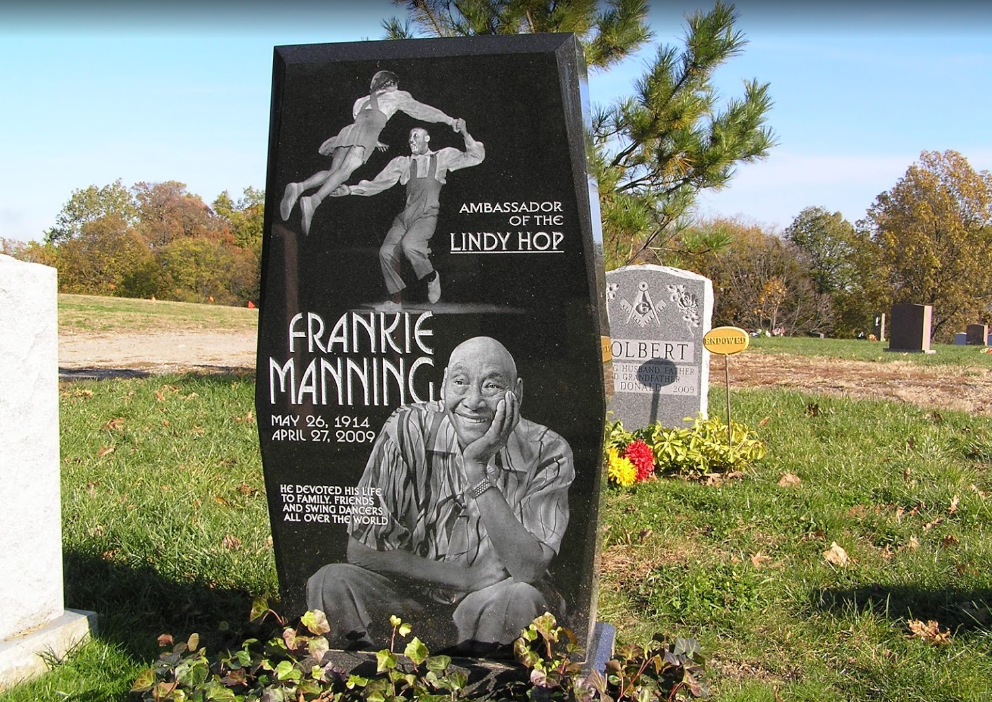
Могила Френкі Меннінга

Меннінга ввели до Національного музею танцю та Зали слави у 2009.
4 липня 2012 на честь Френкі Меннінга була названа вулиця у селищі Herräng, у Швеції, як подарунок муніципалітету Norrtälje на тридцятирічний ювілей однойменного танцювального табору.

## Фільмографія
- Manhattan Merry-Go-Round (1937)
- День на перегонах (1937)
- Radio City Revels (1938)
- Keep Punching (1939)
- Hellzapoppin' (1941)
- Гарячий шоколад (1941)
- Jittering Jitterbugs (1943)
- Killer Diller (1948)
- Малколм Ікс (1992) — хореографія
- Stompin' at the Savoy (1992) — хореографія
- Frankie Manning: Never Stop Swinging (2009)[8]

## Телебачення
- Back Into Swing (1989)
- National Geografic: Jitterbug (1991)
- Jazz: A Film by Ken Burns (2001) — документальний